# Ginásio de Esportes Engenheiro Alberto Jordano Pereira Ribeiro
O Ginásio de Esportes Engenheiro Alberto Jordano Pereira Ribeiro, mais conhecido como Ginásio do Taquaral ou Ginásio de Esportes do Taquaral, é um ginásio poliesportivo localizado no bairro de Taquaral, no município de Campinas, no estado de São Paulo, Brasil, conhecido por abrigar partidas do voleibol profissional nacional, além das salas de ginástica rítmica e olímpica, judô, voleibol adaptadocom capacidade total para 4 000 pessoas.
Atualmente, é a casa do time de voleibol profissional masculino Vôlei Renata.

## Histórico

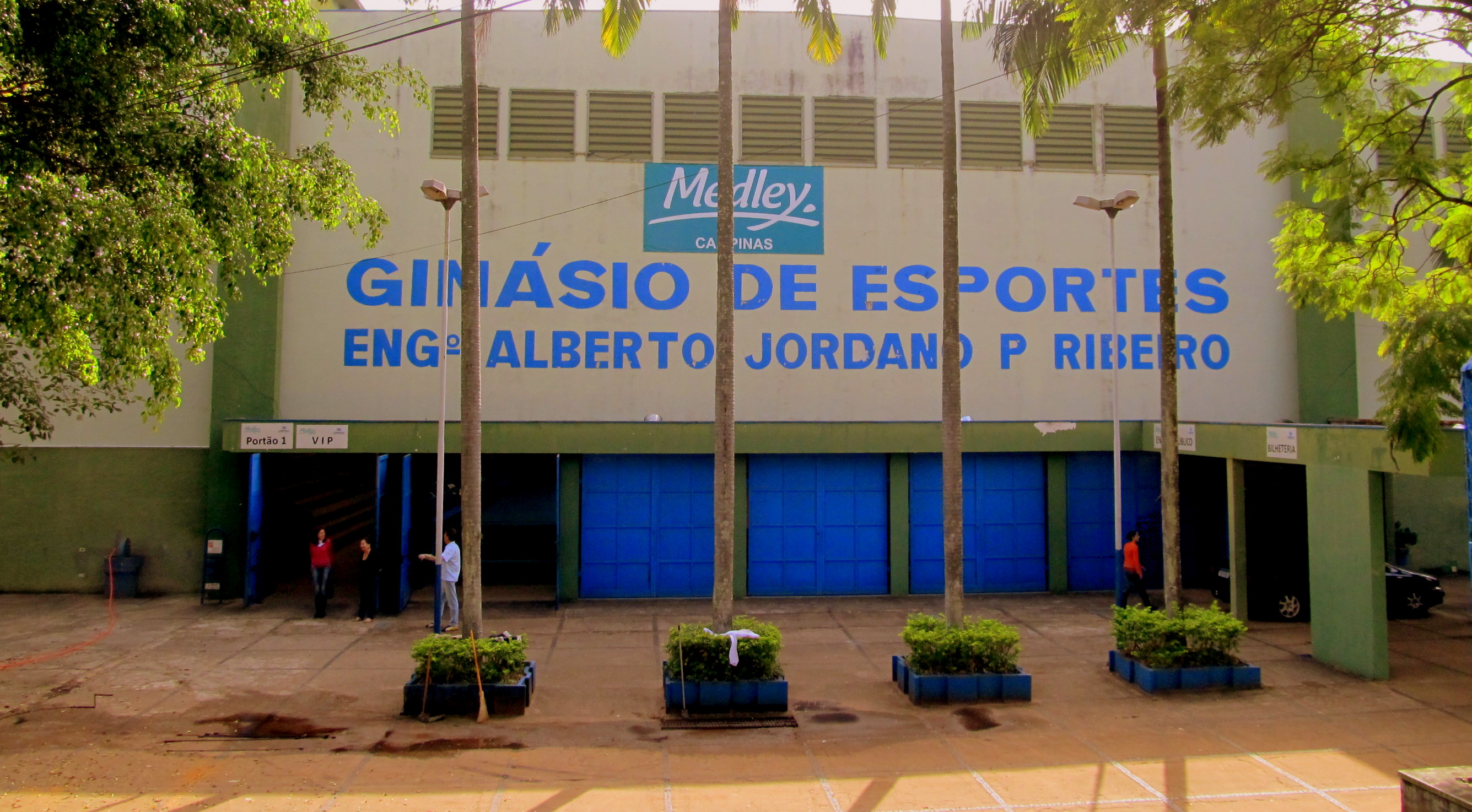
Fachada do Ginásio

No ano de 1958 o time de basquete do Palmeiras sagrou-se campeão paulista e em 1977 foi palco do tricampeonato paulista de basquete Francana frente ao Esporte Clube Sírio, numa partida de desempate.
O concurso de Miss São Paulo de 1974, vencido por Sandra Guimarães de Oliveira, de Ribeirão Preto, teve como palco o Taquaral na época compareceram cerca de cinco mil pessoas.Palco de competições de modalidades coletivas como JAI, Jogos Regionais,  e também dos JUB´s.
Há três temporadas consecutivas é palco das finais da Copa Brasil de Voleibol Masculino, 2015, 2016 e 2017 e duas da Copa Brasil de Voleibol Feminino, temporadas 2016 e 2017, torneio que garante ao vencedor a participação no Campeonato Sul-Americano de Clubes de Voleibol Masculino e da mesma forma para o Campeonato Sul-Americano de Clubes de Voleibol Feminino.
Palco de amistosos internacionais entre clubes de voleibol masculino, como o ocorrido em 11 de setembro de 2012 entre o Medley/Campinas e o time japonês do Panasonic Panthers.
Em 2015, foi palco para o Desafio Internacional de Taekwondo entre o Brasil e Chile e de amistosos internacionais entre a Seleção Brasileira de Voleibol Feminino e Seleção Japonesa de Voleibol Feminino.
No cenário do basquete recebeu público em 7 de maio de 2016 para prestigiar atletas da Liga de Basquete Feminino (LBF) temporada 2015-16 para o Jogo das Estrelas  que fez homenagem as atletas notáveis Hortência Marcari e Magic Paula e outras estrelas que compunham o histórico time da Ponte Preta que sagrou-se campeã mundial em 1993 em Guarulhos.
Abrigou amistosos da Seleção Argentina de Voleibol Feminino em preparação para sua inédita participação dos Jogos Olímpicos de Verão de 2016, bem como foi a "casa" da Seleção Brasileira de Basquetebol Feminino para o referido jogos olímpicos.